# 皇家安德列治女子體育會
皇家安德列治女子體育會（RSC Anderlecht Féminin）是一家比利時的女子足球球會，位於安德列治。球隊成立於1971年，當時名稱為布魯塞爾女士71（Brussels Dames 71）。球隊目前於比利時女子超級足球聯賽中作賽。

## 榮譽
- 比利時女子超級足球聯賽 (7)
  - 2018, 2019, 2020, 2021, 2022, 2023, 2024
- 比利時女子甲組足球聯賽（英语：Belgian Women's First Division） (4)
  - 1987, 1995, 1997, 1998
- 比利時女子盃（英语：Belgian Women's Cup） (11)
  - 1984, 1985, 1987, 1991, 1994, 1996, 1998, 1999, 2005, 2013, 2022
- 比利時女子超級盃（英语：Belgian Women's Supercup） (3)
  - 1995, 1996, 1997

## 外部連結
- 官方网站